# Bryan (Familienname)
Bryan ist ein Familienname.

## Namensträger

### A
- Albert Bryan (* 1968), US-amerikanischer Politiker, Gouverneur der Amerikanischen Jungferninseln
- Albert Vickers Bryan (1899–1984), US-amerikanischer Jurist
- Alex Bryan (* 1994), Fußballspieler von den Turks- und Caicosinseln
- Alonzo Bryan († 2011), US-amerikanischer methodistischer Bischof
- Angela Bryan (* 1970), US-amerikanische Sozialpsychologin

### B
- Benjamin Bryan (* 1994), US-amerikanischer Schauspieler und Synchronsprecher
- Bethany Bryan (* 1993), britische Ruderin
- Blackshear M. Bryan (1900–1977), US-amerikanischer Generalleutnant
- Bob Bryan (* 1978), US-amerikanischer Tennisspieler

### C
- C. D. B. Bryan (Courtlandt Dixon Barnes „Courty“ Bryan; 1936–2009), US-amerikanischer Autor und Journalist
- Charles W. Bryan (1867–1945), US-amerikanischer Politiker
- Charles Page Bryan (1855–1918), US-amerikanischer Politiker, Diplomat und Rechtsanwalt
- Chester E. Bryan (1859–1944), US-amerikanischer Politiker
- Christopher Bryan (* 1960), Fußballspieler von den Turks- und Caicosinseln

### D
- Daniel Bryan (* 1981), US-amerikanischer Wrestler, siehe Bryan Danielson
- David Bryan (* 1962), US-amerikanischer Keyboarder
- Dora Bryan (1923–2014), britische Schauspielerin

### E
- Edgar Bryan (* 1970), US-amerikanischer Künstler
- Edwin Horace Bryan, Jr. (1898–1985), US-amerikanischer Naturforscher
- Eugene J. Bryan (1889–1958), US-amerikanischer Politiker

### F
- Francis Bryan (um 1490–1550), englischer Adliger
- Fred Bryan (* 1961), NFL-Schiedsrichter
- Frederick van Pelt Bryan (1904–1978), US-amerikanischer Jurist

### G
- Gay Bryan (1927–2015), US-amerikanischer Weit- und Dreispringer
- Gareth Bryan-Jones (* 1943), britischer Hindernisläufer
- George Bryan (Politiker) (1731–1791), US-amerikanischer Politiker
- George Bryan (Schauspieler), (fl. 1586–1613) englischer Theaterschauspieler
- George Hartley Bryan (1864–1928), britischer Physiker
- George Seabrook Bryan (1809–1905), US-amerikanischer Jurist
- Goode Bryan (1811–1885), US-amerikanischer Brigadegeneral der Konföderierten
- Guy M. Bryan (1821–1901), US-amerikanischer Politiker

### H
- Henry Francis Bryan (1865–1944), US-amerikanischer Marineoffizier
- Henry Hunter Bryan (1786–1835), US-amerikanischer Politiker

### K
- Karl Bryan (Cannonball, * 1937), jamaikanischer Saxofonist
- Kean Bryan (* 1996), englisch-jamaikanischer Fußballspieler

### J
- James W. Bryan (1874–1956), US-amerikanischer Politiker
- James William Bryan (1853–1903), US-amerikanischer Politiker
- Jane Bryan (1918–2009), US-amerikanische Schauspielerin
- Jimmy Bryan (1926–1960), US-amerikanischer Rennfahrer
- John Bryan (Szenenbildner) (1911–1969), britischer Szenenbildner und Produzent
- John Bryan (Diplomat), neuseeländischer Diplomat
- John A. Bryan (1794–1864), US-amerikanischer Jurist und Politiker
- John Heritage Bryan (1798–1870), US-amerikanischer Politiker
- John Bryan (Finanzmanager), Freund von Sarah Ferguson
- Joseph Bryan (Politiker) (1773–1812), US-amerikanischer Politiker (Georgia)
- Joseph Hunter Bryan (1782–1839), US-amerikanischer Politiker (North Carolina)
- Joe Bryan (* 1993), englischer Fußballspieler
- Joy Bryan (* 19**), US-amerikanische Jazz-Sängerin
- Julien Bryan (1899–1974), US-amerikanischer Dokumentarfilmer

### K
- Kevin Bryan (1965–2018), US-amerikanischer Jazzmusiker

### L
- Laverne Bryan (* 1965), Leichtathletin aus Antigua und Barbuda
- Lucy Bryan (* 1995), britische Stabhochspringerin
- Luke Bryan (* 1976), US-amerikanischer Countrysänger

### M
- Margaret Bryan, Baroness Bryan (um 1468–1551/1552), englische Baroness und Gouvernante
- Margaret Bryan (Lehrerin) (vor 1760–nach 1816), britische Lehrerin und Naturwissenschaftlerin
- Margaret Bryan (Diplomatin) (* 1929), britische Diplomatin
- Margaret Eileen Bryan (1916–1996), britische Schauspielerin, siehe Peggy Bryan
- Mary Bryan (* um 1935), irische Badmintonspielerin
- Michael Bryan (Fußballspieler) (Michael Anthony Bryan; * 1990), nordirischer Fußballspieler
- Michael Bryan (Leichtathlet) (Michael Giovanni Bryan; * 1992), deutsch-US-amerikanischer Leichtathlet
- Mike Bryan (* 1978), US-amerikanischer Tennisspieler

### N
- Nathan Bryan (Politiker) (1748–1798), US-amerikanischer Politiker (North Carolina)
- Nathan P. Bryan (1872–1935), US-amerikanischer Politiker (Florida)
- Nicholas Bryan (* 1955), Segler aus Hongkong

### R
- Richard Bryan (* 1937), US-amerikanischer Politiker
- Robert Jensen Bryan (* 1934), US-amerikanischer Jurist

### S
- Sabrina Bryan (* 1984), US-amerikanische Schauspielerin
- Scott Bryan (* 1969), kanadischer Rugby-Union-Spieler

### T
- Thori Staples Bryan (* 1974), US-amerikanische Fußballspielerin
- Trevor Bryan (* 1989), US-amerikanischer Boxer

### W
- William Alanson Bryan (1875–1942), US-amerikanischer Zoologe
- William James Bryan (1876–1908), US-amerikanischer Politiker (Florida)
- William Jennings Bryan (1860–1925), US-amerikanischer Politiker
- William Joseph Bryan, Musiker und Hypnotherapeut

### Z
- Zach Bryan (* 1996), US-amerikanischer Country-Sänger
- Zachery Ty Bryan (* 1981), US-amerikanischer Schauspieler